# The Furchester Hotel
The Furchester Hotel (Brasil: Furchester Hotel ) é uma série de fantoches produzida para o canal CBeebies. É um spin-off britânico de Sesame Street.
No Brasil, a série estreou no Gloobinho em 16 de outubro de 2017. Também é exibida em sinal aberto pela TV Cultura.

## Enredo
The Furchester Hotel é um hotel de meia estrela na Inglaterra que pertence a uma família de monstros chamada Família Furchester-Fuzz. A família Furchester-Fuzz, juntamente com Elmo e o Cookie Monster, descobre como resolver diferentes questões que são desenvolvidas pelos hóspedes do Furchester Hotel.

## Personagens
- Elmo (Sesame Street)

## Produção
A série é uma produção anglo-americana-canadense. A série promove a resolução de problemas enquanto os monstros tentam descobrir os problemas desenvolvidos por seus convidados únicos. A produção de 52 episódios de 11 minutos (por duas temporadas) começou em fevereiro de 2014 no MediaCityUK em Salford.
Em 14 de novembro de 2014, o canal do YouTube da Sesame Street's  começou a exibir episódios completos do The Furchester Hotel toda semana.
Em fevereiro de 2016, o The Furchester Hotel foi renovado para a segunda temporada, que começará a ser produzida em maio. Consiste de 50 episódios e um episódio duplo de Natal, bem como participações especiais de Big Bird, Count von Count e Yip Yips. A segunda temporada começou em 31 de outubro de 2016.
Em 26 de setembro de 2016, o Sprout começou a exibir o The Furchester Hotel durante a semana.
Em 23 de dezembro de 2017, o The Furchester Hotel começou a ser exibido no Canadá pela CBC Kids.

### Sequência de abertura
O show abre com o rosto de um personagem diferente em forma como o rio e zooms para dentro, onde o hotel está e toda a família Furchester pode ser visto cantando onde eles são unidos em pelo Elmo e Cookie Monster. No final, todos os convidados estão cantando com a Família Furchester e os Monstros.

## Episódios
The Furchester Hotel terá 52 episódios de duas séries e vai estrear todos os dias da semana no Reino Unido.